# Cundi
Secundino Suárez Vázquez ou apenas Cundi (San Martín del Rey Aurelio, 21 de dezembro de 1954) é um ex-futebolista espanhol, que atuava como defensor.

## Carreira
Cundi fez parte do elenco da Seleção Espanhola de Futebol da Eurocopa de 1980.